# Seligkeit

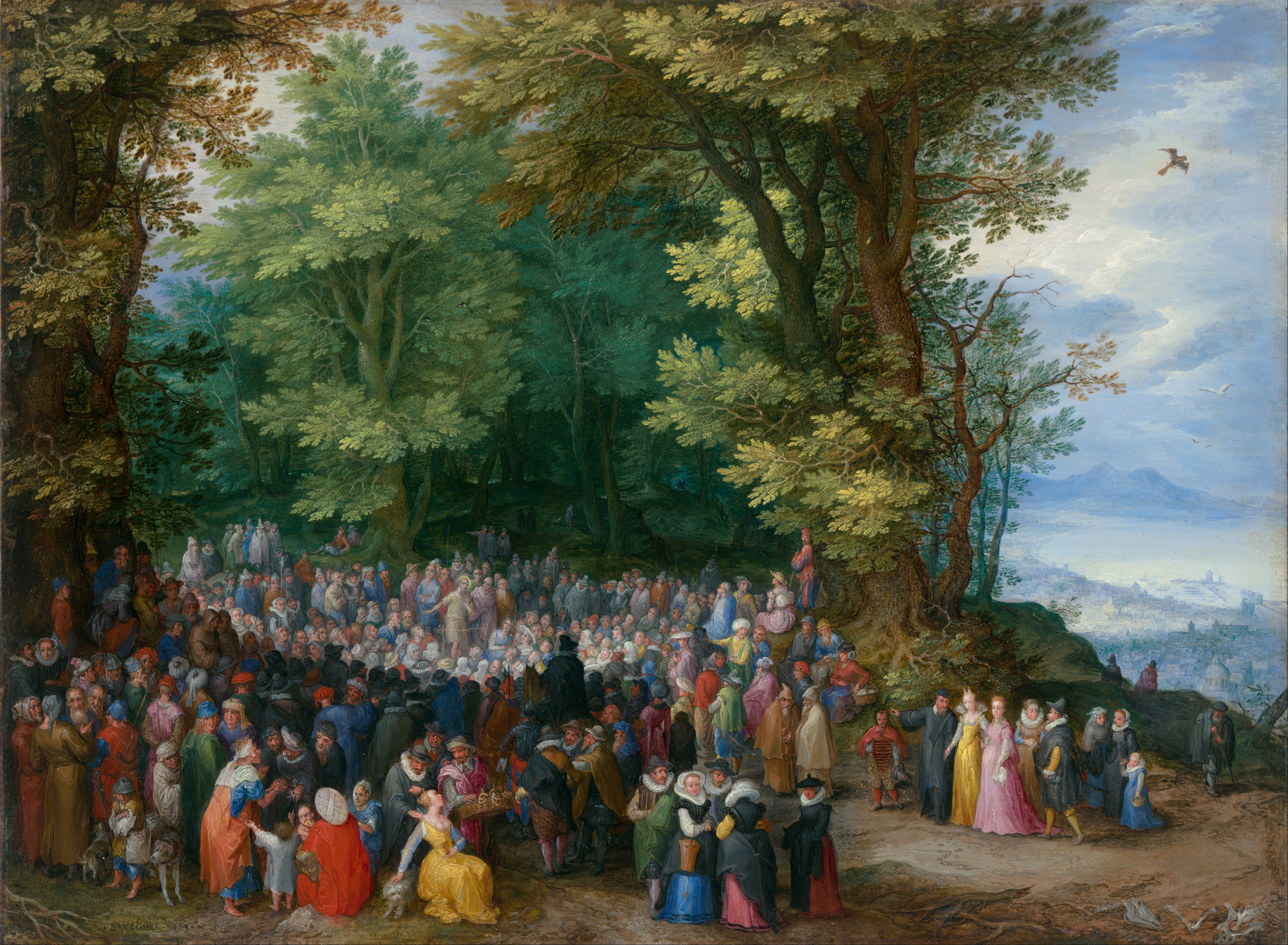
Die Bergpredigt, Jan Brueghel d. Ä. (1598)

Seligkeit (von idg. salin „Glück, Heil“) bezeichnet einen Zustand der vollendeten Erlösung bzw. des Heils, aber auch des Glücks. Zur Vollendung soll im Christentum die Seligkeit im Himmelreich kommen, doch gilt sie als Verheißung bereits für dieses Leben, wie insbesondere in den Seligpreisungen zu Beginn der Bergpredigt zum Ausdruck kommt.
Der Seligsprechungsprozess ist in der katholischen Kirche ein kirchenrechtliches Verfahren, bei dessen Abschluss der Papst erklärt, dass ein Verstorbener als Seliger bezeichnet werden und als solcher öffentlich verehrt werden darf. Mit einer Seligsprechung bekundet die Kirche das Vertrauen, dass der betreffende Mensch die Vollendung bei Gott bereits erreicht hat.